# Nissan GT-R LM Nismo
Der Nissan GT-R LM Nismo war ein von Nissan Motorsports International entwickelter und gebauter Hybrid-Sportwagen-Prototyp nach LMP1-Reglement. 
Der Wagen nahm 2015 am 24-Stunden-Rennen von Le Mans teil, das zur FIA-Langstrecken-Weltmeisterschaft gehörte.

## Geschichte
Am 23. Mai 2014 gab Nissan bekannt, sich mit zwei Nissan GT-R LM Nismo an der FIA-Langstrecken-Weltmeisterschaft 2015 zu beteiligen. Für das 24-Stunden-Rennen von Le Mans 2015 soll ein zusätzlicher dritter Wagen an den Start gehen. Der Wagen soll sich durch ein neuartiges Konzept von den LMP1-Fahrzeugen von Audi, Toyota und Porsche abheben. Erste Bilder des Wagens stellte Nissan in einem Werbespot während der Halbzeitpause des Super Bowl XLIX am 1. Februar 2015 vor.
Nachdem der GT-R LM Nismo in der Saison 2015 nur das 24-Stunden-Rennen von Le Mans absolvierte und bei diesem nach schwachen Trainingsleistungen kein Fahrzeug in die Wertung kam, gab Nissan im Dezember 2015 bekannt, sich wieder aus der LMP1 zurückzuziehen.

## Technik
Das Monocoque des Fahrzeugs ist eine geschlossene Sandwichkonstruktion aus kohlenstofffaserverstärktem Kunststoff. Die Windschutzscheibe besteht aus Polycarbonat mit Hartstoffbeschichtung.
Angetrieben wird der Wagen von einem 3,0-Liter-V-Sechszylinder-Ottomotor mit Twin-Turbo-Aufladung und Direkteinspritzung. Die Kraftübertragung erfolgt über ein sequenzielles Fünfganggetriebe. Anders als bei den anderen LMP1-Fahrzeugen sitzt der Motor nicht hinter, sondern vor dem Fahrer, und treibt die Vorderräder an, während der Elektromotor die Hinterräder antreiben soll. Ganz weit vorn liegt das Getriebe. Die Abgase werden an den Seiten der Motorhaube abgeführt. Das Fahrzeug ist rundum mit 16-Zoll-Felgen ausgestattet. Wegen des Gewichts des vor dem Fahrer liegenden Motors und wegen des Frontantriebs hat der Wagen vorne 13 Zoll breite Felgen mit 360 mm Reifenbreite, während die Felgen an der Hinterachse nur neun Zoll breit sind und die Reifenbreite 230 mm beträgt.

## Renneinsätze
Entgegen der ursprünglichen Planung bestritt Nissan mit dem GT-R LM Nismo nicht die gesamte FIA-Langstrecken-Weltmeisterschaft 2015. Das Monocoque des Wagens bestand einen FIA-Crashtest nicht, woraufhin Nissan das Chassis modifizieren musste. Nissan gab bekannt, dass der Wagen die ersten beiden Rennen der FIA-Langstrecken-Weltmeisterschaft 2015 nicht fahren und sein Renndebüt beim 24-Stunden-Rennen von Le Mans geben werde. Hier trat Nissan mit drei Fahrzeugen an, von denen eines das Ziel erreichte, wegen des großen Rückstands nach diversen technischen Problemen jedoch nicht gewertet wurde. Diese technischen Probleme wurden hauptsächlich vom Hybrid-Antriebssystem verursacht und waren so schwerwiegend, dass Nissan auch die übrigen Rennen der Meisterschaftssaison ausließ.

## Fahrerbesetzung
| Startliste      | Startliste         | Startliste           | Startliste | Startliste      | Startliste         | Startliste        |
| Nr.             | Team               | Fahrzeug             | Reifen     | Fahrer          | Fahrer             | Fahrer            |
| --------------- | ------------------ | -------------------- | ---------- | --------------- | ------------------ | ----------------- |
| WEC Saison 2015 |                    |                      |            |                 |                    |                   |
| 21              | Nissan Motorsports | Nissan GT-R LM Nismo | M          | Tsugio Matsuda  | Lucas Ordoñez      | Mark Schulschizki |
| 22              | Nissan Motorsports | Nissan GT-R LM Nismo | M          | Harry Tincknell | Alex Buncombe      | Michael Krumm     |
| 23              | Nissan Motorsports | Nissan GT-R LM Nismo | M          | Max Chilton     | Jann Mardenborough | Olivier Pla       |